# 亞歷山大·韋津科夫
亞歷山大·韋津科夫（羅馬化：Aleksandar Vezenkov，1995年8月6日—），也稱作萨沙·韦津科夫（羅馬化：Sasha Vezenkov），保加利亞男子籃球運動員，場上位置为大前鋒。他也代表保加利亞國家男子籃球隊參賽。
2015年12月30日，韋津科夫完成宣誓成為希臘公民。

## 職業生涯
2023年7月18日，NBA沙加緬度國王簽下韋津科夫，其經紀人向ESPN表示合約為期三年，總值為2000萬美元。2024年6月28日，韋津科夫被交易至多伦多猛龙。7月22日，韋津科夫被多伦多猛龙裁掉。

## 外部連結
- 亞歷山大·韋津科夫在fiba.basketball（英语）
- 亞歷山大·韋津科夫在archive.fiba.com（存檔）（英语）
- 亞歷山大·韋津科夫在NBA官網（英语）
- 亞歷山大·韋津科夫在歐洲籃球聯賽官網（英语）
- 亞歷山大·韋津科夫在西班牙篮球甲级联赛官網（球員）（西班牙语）
- 亞歷山大·韋津科夫在Basketball-Reference.com（NBA）（英语）
- 亞歷山大·韋津科夫在Basketball-Reference.com（國際）（英语）
- 亞歷山大·韋津科夫在ESPN（NBA）（英语）
- 亞歷山大·韋津科夫在Eurobasket.com（球員）（英语）
- 亞歷山大·韋津科夫在Proballers（英语）
- 亞歷山大·韋津科夫在RealGM（英语）